# Ерколе Боттрігарі
Ерколе Боттрігарі (італ. Ercole Bottrigari; 1531, Болонья—1612, Болонья) — італійський гуманіст, теоретик музики, композитор, математик та архітектор.

## Біографія
В юності вивчав класичні мови (у Ф. Луккіні в Тренті) архітектуру і живопис (у Дж. Рануцці) математику (у Н. Сімо, університету професора Болонського) основи музики (у Б. Спонтоне). 1546 року з допомогою свого батька Джованні Баттіста Боттрігарі заснував у Болоньї друкарню. У 1551 році одружився з Лукрецією Усберті (пом. у 1591). У 1576—1986 роках жив у Феррарі, де при дворі герцога д'Есте познайомився з Торквато Тассо. З кінця 1586 року до кінця життя жив у Болоньї, де спілкувався з видатним вченим музикантом Джозеффо Царліно і гуманістом Аннібале Мелоні (пом. у 1598).
У кінці 1590-х років вступив у полеміку з Джованні Артузі, звинувачуючи його в крадіжці наукового матеріалу з свого неопублікованого трактату «Il Trimerone de' fondamenti musicali» (Болонья, 1599; не опублікований й досі). Артузі виступив з відповідним випадом, стверджуючи ніби трактат «Il Desiderio» написав не сам Боттрігарі, а його друг Аннібале Мелоні. Полеміка між двома теоретиками, що відображає, головним чином, їх різне розуміння античної теорії ладів, тривала до 1604 року.

## Творчість
Гуманіст Боттрігарі був одним з небагатьох італійських вчених музикантів, які читали грецькі праці про музику в оригіналі. Він активно займався перекладами з латини та грецької, в тому числі переклав на італійську мову трактат про музику Боеція (не опублікований), та й власні монографії писав виключно рідною мовою.
Серед них «Бажання, або [трактат] про гармонію різних музичних інструментів» (Il Desiderio, Овер де концертів ді strumenti varii мюзиклів, Венеція, 1594), де Боттрігарі в живій літературній формі обговорює сучасне йому музичне життя Феррари і зокрема проблему модного тоді ансамблевого музикування. Боттрігарі розрізняє (1) інструменти з фіксованим строєм (як клавесин), (2) інструменти з нефіксованим строєм (як тромбон) і (3) інструменти, які можна підлаштовувати безпосередньо в ході концерту (як лютня). Він дає рекомендації до того, як узгодити інструменти трьох типів; в цілому ж пропонує не змішувати різні типи в рамках одного ансамблю.
Трактат «Патрич, або про гармонічні тетрахорди Аристоксена …» (Il Patricio, overo de' tetracordi armonici di Aristosseno, parere, et vera demonstratione, 1593), написаний у формі діалогу, присвячений роз'ясненню музичної теорії Аристоксена.
Трактат «Маска» (Mascara, overo della fabbrica de' teatri, 1598) — важливе джерело з історії і практики італійського театру.
Трактат у двох книгах «Il Melone» (Ferrara, 1602) присвячений аналізу вчення про давньогрецькі роди мелосу Н. Вічентіно, якому Боттрігарі явно співчуває.
Музично-теоретична спадщина Боттрігарі здебільшого залишається недослідженою. Ряд джерел (як, наприклад, публічний лист проти Артузі, датований роком 1602) як і раніше не опублікований.
З музичної спадщини Боттрігарі збереглися Перша книга мадригал ів для 4 голосів (Венеція, 1558) і Третя книга мадригалів для п'яти голосів (там же, 1583).